# Pacarrete
Pacarrete é um filme brasileiro de 2020, do gênero drama, escrito e dirigido por Allan Deberton. O filme conta a história de uma professora de dança aposentada (Marcélia Cartaxo) que passa por momentos difíceis e volta a morar no interior para cuidar de sua irmã adoentada (Zezita de Matos) em Russas.
O filme teve um lançamento limitado em festivais a partir de 15 de junho de 2019, antes de se expandir para todo o país em 26 de novembro de 2020. O filme foi recebido com aclamação pela crítica, especialmente pela atuação de Marcélia. Cartaxo ganhou o Kikito de Melhor Atriz, Soia Lira e João Miguel receberam os Kikitos de melhor atriz e melhor ator coadjuvantes, respectivamente, no Festival de Gramado. Marcélia também ganhou o Troféu Marlim Azul de Melhor Atriz no Festival de Vitória e o prêmio de melhor atriz do Los Angeles Brazilian Film Festival.

## Sinopse
Pacarrete é uma bailarina incomum que vive em Russas, no interior do Ceará. Na véspera da festa de 200 anos da cidade, ela decide fazer uma apresentação de dança, como presente para o povo. Mas parece que ninguém se importa.[carece de fontes?]

## Elenco
- Marcélia Cartaxo como Pacarrete: bailarina aposentada, irmã de Chiquinha, sonha em voltar aos palcos porém sofre com as limitações da idade
- João Miguel como Miguel: dono do bar da cidade, melhor amigo de Pacarrete por quem ela é apaixonada
- Zezita de Matos como Chiquinha: irmã de Pacarrete, é também sua melhor amiga e companheira de vida
- Soia Lira como Maria: trabalha como empregada doméstica na casa de Pacarrete e Chiquinha
- Samya de Lavor como Michelle: secretária de cultura de Russas, a qual Pacarrete persegue para se apresentar na festa de aniversário da cidade
- Edneia Tutti como Tetê: costureira que Pacarrete procura para confeccionar o vestido da sonhada apresentação
- Rodger Rogério como Zacarias: homem que provoca Pacarrete no bar de Miguel
- Débora Ingrid como Diana

## Produção
O diretor do filme conheceu a atriz Marcélia Cartaxo em 2010 quando estava produzindo seu primeiro curta-metragem, Doce de Coco. Ele procurava uma preparadora de elenco e atriz Soia Lira apresentou Cartaxo para o cargo. Essa foi a primeira ponte de contato dos dois para negociar a produção de Pacarrete. Em entrevistas, Cartaxo conta que Allan Deberton chegou até ela e disse que havia uma personagem baseada em história real que seria parte de seu primeiro longa-metragem, em 2010. Desde então, foram conversando a respeito da produção até se concretizar em 2018.
De início, Marcélia ficou receosa em aceitar interpretar a personagem por ser um trabalho ousado e diferente das características da atriz. Em preparação para seu papel, Cartaxo começou a praticar aulas de dança com um casal de professoras. Para compor a personagem, a atriz também passou por sessões com coreógrafos e fonoaudiólogo. Ela relata ter sofrido com dores no pé pelo trabalho que desenvolveu. A voz da personagem é bastante característica e Marcélia conta ter buscado inspiração em uma jovem que morava na mesma cidade que ela, na Paraíba, a qual tinha um tom rasgado e alto.
O filme foi rodado em 2018 na cidade de Russas, no interior do estado do Ceará. César Teixeira, Allan Deberton e Ariadne Mazzetti foram os produtores do filme. Vitrine Filmes foi a empresa responsável pela distribuição. Para compor o elenco de apoio do filme, os próprios moradores de Russas participaram das gravações.

## Lançamento
Pacarrete teve, inicialmente, um lanaçamento restrito a festivais de cinema, tanto nacionais como internacionais. Foi exibido pela primeira vez na China, durante o Shangai International Film Festival em 15 de junho de 2019. Em agosto de 2019, foi exibido no Festival de Gramado, onde recebeu vários prêmios. Ainda no final de 2019, foi exibido no Lone Star Film Festival, que ocorre nos Estados Unidos. Teve sua estreia comercial nos cinemas brasileiros em 26 de novembro de 2020.

## Recepção

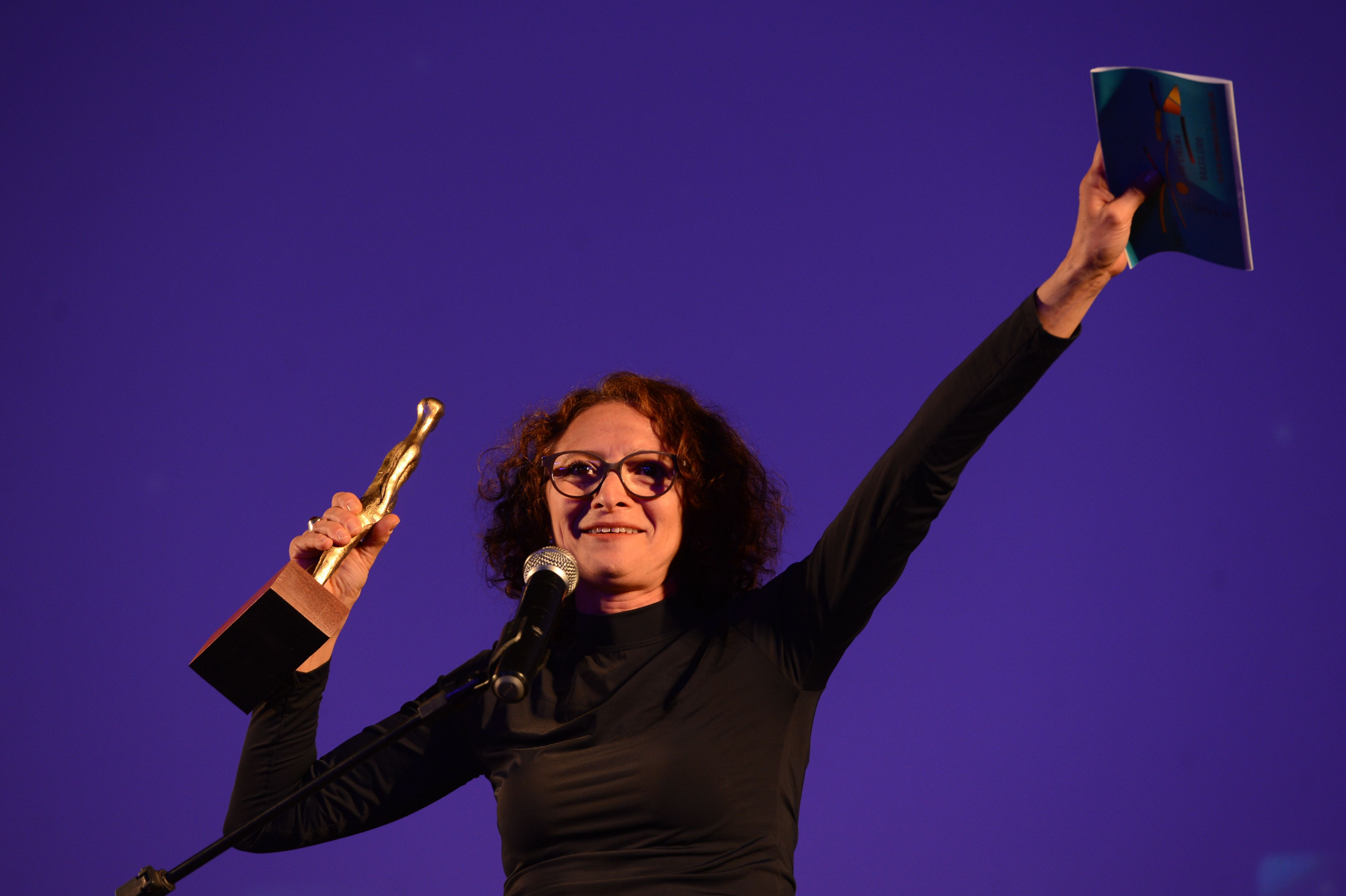
A atuação de Marcélia Cartaxo rendeu indicações a diversos prêmios nacionais e internacionais.

As primeiras resenhas sugeriram que o filme teria uma classificação alta de aprovação entre os críticos e elogiaram o desempenho de Marcélia Cartaxo como um dos mais fortes do elenco, sendo esse o melhor de sua carreira após o sucesso de Macabéa em A Hora da Estrela, de 1985.
Augusto Russas, do site AdoroCinema, destaca em sua crítica a retomada do sucesso de Marcélia Cartaxo após mais de três décadas, elogiando o tom de voz e postura corporal da atriz em cena. Destaca as transformações que a personagem principal passa pelos 97 minutos de duração do filme, o que faz com o que o espectador mergulhe na história de Pacarrete. A crítica do site CinePop chama atenção pelo fato do filme dar voz e lugar aos idosos na sociedade brasileira, o que não é comum nas narrativas do cinema. Elogia a genialidade da produção que fez um filme simples se tornar muito simbólico.
Ao Cinema com Rapadura, Denis Le Senechal Klimiuc destaca a excelência na construção dos três atos que compõem o filme elogiando a equipe de roteiristas composta por Natália Maia, Samuel Brasileiro, Andre Araujo e pelo próprio Allan Deberton. Também pontua o desempenho de Marcélia o classificando como carregado de sentimentos que prendem o público na história.

## Prêmios e indicações
Na cerimônia de entrega do Kikito do 47° Festival de Gramado, Pacarrete levou oito estatuetas: melhor filme e melhor direção para Allan Deberton, melhor atriz para Marcélia Cartaxo, melhor atriz coadjuvante para Soia Lira, melhor ator coadjuvante para João Miguel, melhor roteiro e melhor equipe de som, além de se sair vencedor no prêmio da audiênica de melhor filme na mostra competitiva de filmes brasileiros. Marcélia também venceu no Festival de Cinema de Vitória a categoria de melhor atriz. 
| Lista de prêmios e indicações              | Lista de prêmios e indicações | Lista de prêmios e indicações                   | Lista de prêmios e indicações                                  | Lista de prêmios e indicações | Lista de prêmios e indicações |
| Premiação                                  | Data da cerimônia             | Categoria                                       | Indicação                                                      | Resultado                     | Ref.                          |
| ------------------------------------------ | ----------------------------- | ----------------------------------------------- | -------------------------------------------------------------- | ----------------------------- | ----------------------------- |
| Festival Internacional de Cinema de Xangai | 24 de junho de 2019           | Melhor Filme                                    | Pacarrete                                                      | Indicado                      | [ 15 ]                        |
| Festival de Cinema de Gramado              | 24 de agosto de 2019          | Melhor Filme (voto do júri)                     | Pacarrete                                                      | Venceu                        | [ 16 ]                        |
| Festival de Cinema de Gramado              | 24 de agosto de 2019          | Melhor Filme (voto do público)                  | Pacarrete                                                      | Venceu                        | [ 16 ]                        |
| Festival de Cinema de Gramado              | 24 de agosto de 2019          | Melhor Direção                                  | Allan Deberton                                                 | Venceu                        | [ 16 ]                        |
| Festival de Cinema de Gramado              | 24 de agosto de 2019          | Melhor Atriz                                    | Marcélia Cartaxo                                               | Venceu                        | [ 16 ]                        |
| Festival de Cinema de Gramado              | 24 de agosto de 2019          | Melhor Atriz Coadjuvante                        | Soia Lira                                                      | Venceu                        | [ 16 ]                        |
| Festival de Cinema de Gramado              | 24 de agosto de 2019          | Melhor Ator Coadjuvante                         | João Miguel                                                    | Venceu                        | [ 16 ]                        |
| Festival de Cinema de Gramado              | 24 de agosto de 2019          | Melhor Roteiro                                  | Allan Deberton, André Araújo, Samuel Brasileiro e Natália Maia | Venceu                        | [ 16 ]                        |
| Festival de Cinema de Gramado              | 24 de agosto de 2019          | Melhor Edição de Som                            | Rodrigo Ferrante e Cauê Custódio                               | Venceu                        | [ 16 ]                        |
| Festival de Cinema de Vitória              | 29 de setembro de 2019        | Melhor Interpretação                            | Marcélia Cartaxo, Soia Lira e Zezita de Matos                  | Venceu                        | [ 17 ]                        |
| Florianópolis Audiovisual Mercosul (FAM)   | 3 de outubro de 2019          | Melhor Filme (voto do júri)                     | Pacarrete                                                      | Venceu                        | [ 18 ]                        |
| Florianópolis Audiovisual Mercosul (FAM)   | 3 de outubro de 2019          | Melhor Filme (voto do público)                  | Pacarrete                                                      | Venceu                        | [ 18 ]                        |
| Los Angeles Brazilian Film Festival        | 17 de outubro de 2019         | Melhor Filme                                    | Pacarrete                                                      | Venceu                        | [ 19 ]                        |
| Los Angeles Brazilian Film Festival        | 17 de outubro de 2019         | Melhor Direção                                  | Allan Deberton                                                 | Venceu                        | [ 19 ]                        |
| Los Angeles Brazilian Film Festival        | 17 de outubro de 2019         | Melhor Atriz                                    | Marcélia Cartaxo                                               | Venceu                        | [ 19 ]                        |
| Los Angeles Brazilian Film Festival        | 17 de outubro de 2019         | Melhor Roteiro                                  | Allan Deberton, André Araújo, Samuel Brasileiro e Natália Maia | Venceu                        | [ 19 ]                        |
| Los Angeles Brazilian Film Festival        | 17 de outubro de 2019         | Melhor Edição                                   | Joana Collier                                                  | Venceu                        | [ 19 ]                        |
| Festival de Cinema de Bogotá               | 22 de outubro de 2019         | Melhor Filme (Círculo Pré-colombiano de Bronze) | Pacarrete                                                      | Venceu                        | [ 20 ]                        |
| Mostra de Cinema Gostoso                   | 12 de novembro de 2019        | Melhor Filme (voto do júri)                     | Pacarrete                                                      | Venceu                        | [ 21 ]                        |
| Mostra de Cinema Gostoso                   | 12 de novembro de 2019        | Melhor Filme (voto do público)                  | Pacarrete                                                      | Venceu                        |                               |
| International Film Festival of Kerala      | 13 de dezembro de 2019        | Melhor Filme                                    | Pacarrete                                                      | Indicado                      | [ 22 ]                        |
| International Film Festival of Kerala      | 13 de dezembro de 2019        | Melhor Diretor                                  | Allan Deberton                                                 | Venceu                        | [ 22 ]                        |
| New Jersey International Film Festival     | 14 de fevereiro de 2020       | Menção Honrosa de Melhor Filme                  | Pacarrete                                                      | Venceu                        | [ 23 ]                        |
| Macon Film Festival                        | 30 de agosto de 2020          | Melhor Narrativa                                | Pacarrete                                                      | Venceu                        |                               |
| Festival Sesc Melhores Filmes              | 14 de abril de 2021           | Melhor Filme Nacional (voto do júri)            | Pacarrete                                                      | Venceu                        | [ 24 ] [ 25 ]                 |
| Festival Sesc Melhores Filmes              | 14 de abril de 2021           | Melhor Filme Nacional (voto do público)         | Pacarrete                                                      | Venceu                        | [ 24 ] [ 25 ]                 |
| Festival Sesc Melhores Filmes              | 14 de abril de 2021           | Melhor Atriz Nacional (voto do júri)            | Marcélia Cartaxo                                               | Venceu                        | [ 24 ] [ 25 ]                 |
| Festival Sesc Melhores Filmes              | 14 de abril de 2021           | Melhor Atriz Nacional (voto do público)         | Marcélia Cartaxo                                               | Venceu                        | [ 24 ] [ 25 ]                 |
| Festival Sesc Melhores Filmes              | 14 de abril de 2021           | Melhor Atriz Nacional (voto do público)         | Soia Lira                                                      | Indicada                      | [ 24 ] [ 25 ]                 |
| Festival Sesc Melhores Filmes              | 14 de abril de 2021           | Melhor Atriz Nacional (voto do público)         | Zezita de Matos                                                | Indicada                      | [ 24 ] [ 25 ]                 |
| Festival Sesc Melhores Filmes              | 14 de abril de 2021           | Melhor Ator Nacional                            | João Miguel                                                    | Indicado                      | [ 24 ] [ 25 ]                 |
| Festival Sesc Melhores Filmes              | 14 de abril de 2021           | Melhor Roteiro (voto do júri)                   | Allan Deberton, André Araújo, Samuel Brasileiro e Natália Maia | Venceu                        | [ 24 ] [ 25 ]                 |
| Festival Sesc Melhores Filmes              | 14 de abril de 2021           | Melhor Roteiro (voto do público)                | Allan Deberton, André Araújo, Samuel Brasileiro e Natália Maia | Venceu                        | [ 24 ] [ 25 ]                 |
| Festival Sesc Melhores Filmes              | 14 de abril de 2021           | Melhor Fotografia (voto do público)             | Beto Martins                                                   | Venceu                        | [ 24 ] [ 25 ]                 |
| Grande Prêmio do Cinema Brasileiro         | 28 de novembro de 2021        | Melhor Filme                                    | Pacarrete                                                      | Indicado                      | [ 26 ]                        |
| Grande Prêmio do Cinema Brasileiro         | 28 de novembro de 2021        | Melhor Filme (voto do público)                  | Pacarrete                                                      | Venceu                        | [ 26 ]                        |
| Grande Prêmio do Cinema Brasileiro         | 28 de novembro de 2021        | Melhor Filme de Comédia                         | Pacarrete                                                      | Venceu                        | [ 26 ]                        |
| Grande Prêmio do Cinema Brasileiro         | 28 de novembro de 2021        | Melhor Diretor em Primeira Direção              | Allan Derberton                                                | Indicado                      | [ 26 ]                        |
| Grande Prêmio do Cinema Brasileiro         | 28 de novembro de 2021        | Melhor Atriz                                    | Marcélia Cartaxo                                               | Venceu                        | [ 26 ]                        |
| Grande Prêmio do Cinema Brasileiro         | 28 de novembro de 2021        | Melhor Atriz Coadjuvante                        | Soia Lira                                                      | Indicado                      | [ 26 ]                        |
| Grande Prêmio do Cinema Brasileiro         | 28 de novembro de 2021        | Melhor Atriz Coadjuvante                        | Zezita de Matos                                                | Indicado                      | [ 26 ]                        |
| Grande Prêmio do Cinema Brasileiro         | 28 de novembro de 2021        | Melhor Ator Coadjuvante                         | João Miguel                                                    | Venceu                        | [ 26 ]                        |
| Grande Prêmio do Cinema Brasileiro         | 28 de novembro de 2021        | Melhor Roteiro Original                         | Allan Deberton, André Araújo, Natália Maia e Samuel Brasileiro | Venceu                        | [ 26 ]                        |
| Grande Prêmio do Cinema Brasileiro         | 28 de novembro de 2021        | Melhor Direção de Fotografia                    | Beto Martins                                                   | Indicado                      | [ 26 ]                        |
| Grande Prêmio do Cinema Brasileiro         | 28 de novembro de 2021        | Melhor Direção de Arte                          | Rodrigo Frota                                                  | Venceu                        | [ 26 ]                        |
| Grande Prêmio do Cinema Brasileiro         | 28 de novembro de 2021        | Melhor Figurino                                 | Chris Garrido                                                  | Indicado                      | [ 26 ]                        |
| Grande Prêmio do Cinema Brasileiro         | 28 de novembro de 2021        | Melhor Maquiagem                                | Tayce Vale                                                     | Venceu                        | [ 26 ]                        |
| Grande Prêmio do Cinema Brasileiro         | 28 de novembro de 2021        | Melhor Trilha Sonora                            | Fred Silveira                                                  | Venceu                        | [ 26 ]                        |
| Grande Prêmio do Cinema Brasileiro         | 28 de novembro de 2021        | Melhor Som                                      | Márcio Câmara, Cauê Custódio e Rodrigo Ferrante                | Venceu                        | [ 26 ]                        |
| Grande Prêmio do Cinema Brasileiro         | 28 de novembro de 2021        | Melhor Montagem Ficção                          | Joana Collier                                                  | Venceu                        | [ 26 ]                        |
| Prêmio Guarani de Cinema Brasileiro        | 8 de dezembro de 2021         | Filme do Ano                                    | Pacarrete                                                      | Indicado                      | [ 27 ] [ 28 ]                 |
| Prêmio Guarani de Cinema Brasileiro        | 8 de dezembro de 2021         | Melhor Direção                                  | Allan Deberton                                                 | Indicado                      | [ 27 ] [ 28 ]                 |
| Prêmio Guarani de Cinema Brasileiro        | 8 de dezembro de 2021         | Melhor Roteiro Original                         | Allan Deberton, André Araújo, Natália Maia e Samuel Brasileiro | Venceu                        | [ 27 ] [ 28 ]                 |
| Prêmio Guarani de Cinema Brasileiro        | 8 de dezembro de 2021         | Melhor Elenco                                   | Allan Deberton, Ícaro Costa-Paio e Christian Duurvoort         | Venceu                        | [ 27 ] [ 28 ]                 |
| Prêmio Guarani de Cinema Brasileiro        | 8 de dezembro de 2021         | Melhor Atriz                                    | Marcélia Cartaxo                                               | Venceu                        | [ 27 ] [ 28 ]                 |
| Prêmio Guarani de Cinema Brasileiro        | 8 de dezembro de 2021         | Melhor Ator Coadjuvante                         | João Miguel                                                    | Venceu                        | [ 27 ] [ 28 ]                 |
| Prêmio Guarani de Cinema Brasileiro        | 8 de dezembro de 2021         | Melhor Atriz Coadjuvante                        | Soia Lira                                                      | Indicada                      | [ 27 ] [ 28 ]                 |
| Prêmio Guarani de Cinema Brasileiro        | 8 de dezembro de 2021         | Melhor Atriz Coadjuvante                        | Zezita de Matos                                                | Venceu                        | [ 27 ] [ 28 ]                 |
| Prêmio Guarani de Cinema Brasileiro        | 8 de dezembro de 2021         | Melhor Direção de Arte                          | Rodrigo Frota                                                  | Venceu                        | [ 27 ] [ 28 ]                 |
| Prêmio Guarani de Cinema Brasileiro        | 8 de dezembro de 2021         | Melhor Figurino                                 | Chris Garrido                                                  | Venceu                        | [ 27 ] [ 28 ]                 |
| Prêmio Guarani de Cinema Brasileiro        | 8 de dezembro de 2021         | Melhor Maquiagem                                | Tayce Vale                                                     | Indicado                      | [ 27 ] [ 28 ]                 |
| Prêmio Guarani de Cinema Brasileiro        | 8 de dezembro de 2021         | Melhor Direção de Fotografia                    | Beto Martins                                                   | Indicado                      | [ 27 ] [ 28 ]                 |
| Prêmio Guarani de Cinema Brasileiro        | 8 de dezembro de 2021         | Melhor Montagem                                 | Joana Collier                                                  | Indicado                      | [ 27 ] [ 28 ]                 |
| Prêmio Guarani de Cinema Brasileiro        | 8 de dezembro de 2021         | Melhor Som                                      | Márcio Câmara, Rodrigo Ferrante e Cauê Custódio                | Indicado                      | [ 27 ] [ 28 ]                 |
| Prêmio Guarani de Cinema Brasileiro        | 8 de dezembro de 2021         | Melhor Trilha Sonora                            | Fred Silveira                                                  | Indicado                      | [ 27 ] [ 28 ]                 |